# Teodycea
Teodycea – gałąź teologii zajmująca się problemem, jak pogodzić istnienie dobrego, miłosiernego Boga z istnieniem zła.
Termin ten  pochodzi od greckiego θεός (theós – bóg) i δίκη (díkē – sprawiedliwość), można go tłumaczyć dwojako: albo jako "oddanie sprawiedliwości Bogu", albo "sprawiedliwość Boga". Słowa tego po raz pierwszy w 1710 roku użył niemiecki filozof Gottfried Leibniz w pracy zatytułowanej Théodicée sur la bonté de Dieu, la liberté de l'homme et l'origine du mal ("Teodycea o dobroci Boga, wolności człowieka i pochodzeniu zła"), poświęconej obronie sprawiedliwości Bożej w odpowiedzi na zarzuty przeciw istnieniu Opatrzności oparte na stwierdzeniu zła w świecie. Swoją pracę Leibniz skierował głównie polemicznie przeciw sceptykom hugenockim  i wolnomyślicielom, na czele z Pierre’em Bayle’em, który wydał swój "Słownik  historyczny i krytyczny" w 1697, a powiększył w drugim wydaniu w 1702, korzystając z protestanckiej tolerancji w Holandii.

## Teodycea Leibniza
Według Leibniza:
- Żyjemy w najlepszym z możliwych światów(inne języki).
- Jednym z objawów doskonałości świata jest istniejąca w nim wolność. Bez wolności nie byłoby zła, ale mimo to świat byłby gorszy.
- Zło widoczne w szczegółach jest niezbędne dla doskonałości całości.
- Wątpimy w to, bo nie dysponujemy boskim oglądem całości.

Teodycea to zwrócenie sprawiedliwości Bogu. Leibniz zastanawia się, dlaczego na świecie jest tyle zła, skoro został on stworzony przez doskonałego i dobrego Boga? Najpierw jednak próbuje dociec, czym jest zło, a czym dobro: „Spytajmy najpierw, skąd zło pochodzi? Si Deus est, unde malum? Si non est, unde bonum?” [Jeśli jest Bóg, to skąd się wzięło zło? Jeśli go nie ma, to skąd dobro?]. Leibniz odcina się od twierdzenia starożytnych filozofów, którzy pochodzenia zła upatrywali w materii. Według nich to z niej Bóg, czy też Demiurg stworzył, a raczej wykreował, zbudował nasz świat. Materia nie była więc przez niego stworzona i od niego zależna – stąd też zły pierwiastek.
Jednak skoro religia chrześcijańska w Bogu znalazła źródło stworzenia, to jakie jest pochodzenie zła? Leibniz tworzy pojęcie niedoskonałości pierwotnej, tkwiącej w stworzeniu. Logicznie rozumując, to, co stworzone jest przez doskonałego Boga, nie może być również doskonałe, ponieważ stałoby się mu równe. Według Leibniza niedoskonałość pierwotna wyprzedza również grzech; świat był niedoskonały także przed jego popełnieniem, ponieważ „to, co stworzone, jest ze swej istoty ograniczone. A stąd wynika, że nie jest ono zdolne widzieć wszystkiego i że może się mylić oraz popełniać inne błędy”.
Leibniz wyróżnia trzy rodzaje zła:
- zło pojęte w sensie metafizycznym – pojmowane jako zwykła niedoskonałość,
- zło pojęte w sensie fizycznym – polega na cierpieniu,
- zło pojęte w sensie moralnym – polega na grzechu.

Leibniz zastanawia się zarówno nad koncepcją platońską – odnajdującą źródło świata w rozumie w połączeniu z koniecznością, jak też nad spinozjańskim panteizmem – Bóg to natura. Odnajduje tam pewne elementy, które skłonny jest uznać. Bóg stanowi Rozum, a Konieczność to istotna Natura rzeczy, stanowiąca przedmiot rozumu o tyle, że stanowi treść praw wiecznych. Ale jest to przedmiot wewnętrzny i znajduje się w boskim rozumie. Zawiera on w sobie pierwotną formę zła, jak również źródło zła. Podążając za Platońskim sposobem rozumowania, Leibniz sądzi, że ową Dziedzinę prawd wiecznych można utożsamić z przyczyną idealną zła, a także dobra. Zło pojmowane jest tutaj w sposób podobny do scholastycznego – tzn. jako forma braku, coś, co jest obce przyczynie sprawczej, czyli Bogu.
Zło fizyczne i moralne jest jedynie możliwe na mocy Boskich wiecznych prawd, więc nie jest konieczne tak jak zło metafizyczne. Bez tego ostatniego stworzenie bytów jednostkowych jest niemożliwe, a wszystko to, co jest niemożliwe, pociąga za sobą sprzeczność. A jak powiada Leibniz, sprzeczności nie istnieją. Dziedzina prawd wiecznych zawiera wszystkie możliwości stworzenia. Z tego wynika, że jeżeli wykluczymy świat idealny, który jest niemożliwy z powodów wyłożonych powyżej, to zło musi wchodzić w ich skład. Zawiera się nawet w świecie najdoskonalszym, najlepszym z możliwych. Z tego też powodu Leibniz twierdzi, że Bóg zezwolił na zło.
"Ale co oznacza to zezwolenie? Czy to, że pozwalając na jego zaistnienie stał się tym, kto czyni źle, kto chce zła?" Aby wyjaśnić tę kwestię, niemiecki filozof zaczął najpierw od zdefiniowania pojęcia zezwolenia i woli – jako kluczowego do zrozumienia całego zagadnienia. Według niego wolę można stopniować. Podzielił ją na dwa takie stopnie:
- wola zapowiadająca (antecedent) – jest to wola pojęta w ogólnym sensie, polegająca na skłonności do czynienia czegoś stosownie do ilości dobra, jakie ma ono zawierać. Według Leibniza dobro występujące w tym rodzaju woli musi być pojmowane również ogólnie. Do niego dąży Bóg, zmierzający ku wszelkiemu dobru jako takiemu. Wolą zapowiadającą Boga jest wykluczenie wszelkiego grzechu, nie potępienie, ale zbawienie dla wszystkich ludzi. Leibniz zaznacza, że można ją nazwać również wolą skuteczną (eficace) – taką, która pociągałaby od razu za sobą jakiś rezultat, ale uniemożliwia to jakaś przeszkoda, jakaś racja mocniejsza. Wola ta nie jest bezpośrednio realizowana, ponieważ od razu pojawiłby się wynik, jako że mówimy tutaj o działaniu boskim.
- wola realizująca (volonte consequente) – do niej należy ostateczny wynik. Leibniz opisuje ją jako decyzję globalną, na którą składają się wszystkie decyzje zapowiadające, te których celem jest dobro (dążenie), jak również te, które stawiają sobie za cel zapobieżenie złu. Pomiędzy nimi wynika konflikt, a z niego – wola realizująca. Leibniz odwołuje się do porównania mechanicystycznego: (…) tak jak w mechanice ruch złożony wynika ze wszystkich tendencji współdziałających w tej samej sile napędowej i czyni zadość każdej z nich, o ile jest możliwe uczynić to zarazem.

Bóg pragnie dobra zarówno w swej woli zapowiadającej, a tego, co lepsze, w swej woli realizującej. Leibniz szczególnie dużo miejsca poświęca usprawiedliwieniu Boga w aspekcie zła fizycznego, jako tego najbardziej odczuwalnego i dokuczliwego. Twierdzi, że Bóg nie chce go w sposób absolutny, tylko używa w pewnych celach, które i tak ostatecznie prowadzą do dobra, a więc realizowane jest założenie woli zapowiadającej. Doskonałym przykładem jest tutaj męka Chrystusa, który poprzez cierpienie doprowadzi do ogromnego dobra – zbawienia. Zło fizyczne to kara za grzechy, ale także coś na kształt „zła mniejszego”, to znaczy używanego przez Stwórcę w celu zapobieżenia większemu złu lub wręcz jako drogi dla zapewnienia dobra. Fizyczne cierpienia – jako jeden z niezbędnych elementów kary – to bardzo skuteczny środek odstraszający dla ludzi, którzy dzięki temu łatwiej wystrzegają się grzechu. Poza tym, człowiek cierpiący w większym stopniu docenia dobro – po zakończeniu męki. Filozof porównuje tutaj człowieka do ziarna, które zasiane – a więc poddane cierpieniu pod ziemią, zniszczone wręcz – zakiełkuje. Tak samo człowiek dzięki złu fizycznemu często przechodzi proces doskonalenia wewnętrznego.
Inaczej sprawa się ma ze złem moralnym. Jest to grzech. Leibniz przyznaje, że również i ten rodzaj zła mógłby posłużyć jako środek do osiągnięcia jakiegoś dobra, czy nawet w celu zastopowania jakiegoś zła. Jednak te własności nie powodują, że grzech staje się jakimś elementem, czy wręcz przedmiotem boskiej woli. To samo tyczy się wszelkich innych istot stworzonych przez Boga.
Leibniz posługuje się bardzo barwnym porównaniem, mówiąc o Bogu jako o rzeźbiarzu. Artysta ów jest doskonały, potężny i doskonale wie, jakie powinno być jego dzieło. Blok marmuru nie jest doskonały, ale pod dłutem rzeźbiarza staje się czymś, co jest możliwie najpiękniejszym. Powstała rzeźba – świat zawiera w sobie zło, zarówno fizyczne, jak i moralne. Ale jest to sposób na uniknięcie jeszcze większego zła. Co jest tym gorszym złem? Nietrafny wybór Boga, wybranie czegoś innego niż tego, co wybrał. Powstanie świata, który nie jest najlepszym z możliwych.

### Krytyka teodycei Leibniza
Po potężnym trzęsieniu ziemi w Lizbonie (1 listopada 1755), które miało miejsce kilkadziesiąt lat po opublikowaniu Teodycei, optymizm filozoficzny i teodycea Leibniza spotkały się ze znaczną krytyką zarówno ze strony filozofów oświecenia, jak i teologów chrześcijańskich. Krytycy Leibniza twierdzą, że świat zawiera w sobie zbyt wiele cierpienia, aby można było wierzyć w optymizm filozoficzny.
Twierdzenie, że żyjemy w najlepszym z możliwych światów, spotkało się z krytyką zwłaszcza ze strony Voltaire'a, który wyśmiał je w swojej noweli komicznej Kandyd, przedstawiając postać doktora Panglossa (parodię Leibniza) powtarzającą je jak mantrę, gdy jemu i tytułowemu bohaterowi przytrafiają się wielkie katastrofy. Taką wymowę ma też jego Poemat o zagładzie Lizbony (1756).
Arthur Schopenhauer twierdził wbrew Leibnizowi, że nasz świat musi być najgorszym ze wszystkich możliwych światów, ponieważ gdyby był choć trochę gorszy, nie mógłby dalej istnieć.

## Inne teodycee
- Cierpienie jest konsekwencją grzechu.
- Cierpienie daje okazję do moralnego doskonalenia się.
- Zło pobudza ewolucję ludzkości.
- Za zło odpowiedzialny jest Szatan.
- Cierpienie jest niczym.
- Zło jest funkcją zawężonego poznania; to, co wydaje się nam złe, brzydkie czy  wstrętne, w miarę poszerzania pola widzenia zajmuje swoje coraz bardziej sensowne miejsce, nabiera znaczącego kształtu i wreszcie staje się zrozumiałą częścią większego obrazu rzeczy. Na przykład jeden centymetr kwadratowy dywanu może się wydawać brudną plamką, ale im większy kawałek dywanu zobaczymy, tym więcej sensu, a nawet piękna i nieodzowności początkowego fragmentu, będziemy w stanie doświadczyć.